# James Geiss (académico)
James Geiss, (14 de Março de 1950 - 19 de Dezembro de 2000) foi um estudioso norte-americano que publicou vários livros e artigos sobre a História da China, especificamente sobre a dinastia Ming (1368-1644 EC). Ele também co-escreveu vários livros em chinês clássico, nomeadamente "Chinês Clássico : Uma Leitura Básica", com Naiying Yuan e Haitao Tang. Morreu de uma embolia pulmonar.